# Asphodeline damascena
Asphodeline damascena là một loài thực vật có hoa trong họ Thích diệp thụ. Loài này được (Boiss.) Baker miêu tả khoa học đầu tiên năm 1876.